# 周雨彤
周雨彤（1994年9月21日—），安徽省淮南市人，中國女演員，上海視覺藝術學院表演系2012級學生。2013年以《巴啦啦小魔仙大電影》配角秋雨首度出現在螢光幕前，2019年演出《大宋少年志》中趙簡一角知名度大幅提升，2021年以《我在他鄉挺好的》獲得第32屆華鼎獎中國當代題材最佳女演員。

## 影視作品

### 電視劇
| 年份   | 片名                 | 角色              | 备注   |
| ------ | -------------------- | ----------------- | ------ |
| 2015年 | 相愛穿梭千年         | 影月              |        |
| 2015年 | 会痛的17岁           | 林九言            | 網絡劇 |
| 2016年 | 上瘾                 | 石慧              | 網絡劇 |
| 2017年 | 寻找前世之旅第1、2季 | 叶隐/楊玉環/伊紗  | 網絡劇 |
| 2017年 | 我與你的光年距離     | 李雪姬            | 網絡劇 |
| 2017年 | 寒武紀               | 唐印              | 網絡劇 |
| 2018年 | 来自海洋的你         | 戴汐              | 網絡劇 |
| 2019年 | 大宋少年志           | 赵简              |        |
| 2020年 | 从结婚开始恋爱       | 鹿方宁            | 網絡劇 |
| 2021年 | 法医秦明之无声的证词 | 林當              | 網路劇 |
| 2021年 | 我在他乡挺好的       | 喬夕辰            |        |
| 2021年 | 最酷的世界           | 滕小小            | 網絡劇 |
| 2021年 | 当爱情遇上科学家     | 白凌凌            | 網絡劇 |
| 2023年 | 愛情而已             | 梁友安            |        |
| 2023年 | 大宋少年志2          | 赵简              |        |
| 2023年 | 問心                 | 姜一寧            | 客串   |
| 2024年 | 春色寄情人           | 莊潔              | 網絡劇 |
| 2024年 | 半熟男女             | 韓蘇              | 網絡劇 |
| 2024年 | 舍不得星星           | 同學              | 客串   |
| 2025年 | 180天重启计划        | 顾云苏/青年吳儷梅 |        |
| 待播   | 太平年               | 孙太珍            |        |
| 待播   | 谍报上不封顶         |                   |        |

### 電影
| 年份   | 片名               | 角色     |
| ------ | ------------------ | -------- |
| 2013年 | 巴啦啦小魔仙大電影 | 秋雨     |
| 2015年 | 重返20岁           | 学姐小美 |
| 2016年 | 天亮之前           | 阿sue    |
| 2022年 | 我是真的讨厌异地恋 | 乔乔     |
| 2024年 | 小小的我           | 雅雅     |
| 待上映 | 她的逃跑计划       |          |

### 短片
| 年份   | 片名                   | 角色       |
| ------ | ---------------------- | ---------- |
| 2023年 | 最美表演《Reborn重生》 | 妹妹、姊姊 |

### 話劇
| 年份   | 片名     | 角色   |
| ------ | -------- | ------ |
| 2014年 | 窩頭會館 | 田翠蘭 |

### 綜藝節目
| 年份   | 日期            | 播出平台 | 節目名稱              | 備註     |
| ------ | --------------- | -------- | --------------------- | -------- |
| 2022年 | 3月19日-6月12日 | 芒果TV   | 初入職場的我們·法醫季 | 常規成員 |
| 2023年 | 8月6日-8月22日  | 芒果TV   | 團建吧！七齋          | 常規成員 |
| 2023年 | 8月29日-10月3日 | 芒果TV   | 大宋探案局            | 常規成員 |
| 2024   |                 | 芒果TV   | 女主角上路 S6         | 正式会员 |

## 音樂作品
| 發行時間 | 歌曲名稱         | 影視名稱                     | 合唱藝人           |
| 2018年   | 《來自海洋的你》 | 網絡劇《來自海洋的你》主題曲 | 李宏毅             |
| 2020年   | 《習慣你》       | 網絡劇《從結婚開始戀愛》插曲 | 龔俊               |
| 2021年   | 《風吹過的時候》 | 《我在他鄉挺好的》主題曲     | 任素汐、孫千、金靖 |

## 獎項與榮譽
| 年份 | 頒獎典禮                 | 獎項                                 | 作品               | 結果 |
| 2017 | 2017花椒之夜             | 年度新銳女演員獎                     | 不適用             | 獲獎 |
| 2019 | 2019鳳凰網時尚之選       | 年度時尚動感先鋒                     | 不適用             | 獲獎 |
| 2019 | 2019新浪風格大賞         | 年度時尚表現力藝人                   | 不適用             | 獲獎 |
| 2020 | 2020搜狐時尚盛典         | 年度時尚影響力女明星                 | 不適用             | 提名 |
| 2021 | 第32屆華鼎獎             | 中國當代題材電視劇最佳女演員         | 《我在他鄉挺好的》 | 獲獎 |
| 2021 | 電影頻道青年演員優選計劃 | 「星辰大海」電影頻道青年演員優選計劃 | 《我在他鄉挺好的》 | 獲獎 |
| 2022 | 2022鳳凰網時尚盛典       | 年度時尚藝人                         | 不適用             | 獲獎 |
| 2023 | 2023知乎年度影人         | 年度影人                             | 不適用             | 獲獎 |
| 2024 | 2024全国电视剧奖         |                                      |                    | 韩元 |

## 公益活動
- 2017年7月11日，直播參與關注流浪動物公益活動，號招大家以領養代替購買
- 2021年7月，為2021年7月河南水災災情捐款30萬元
- 2022年4月，為老家安徽淮南捐贈抗疫物資
- 2023年，擔任微博人人公益節綠水青山守護官，共同守護綠水青山
- 2023年5月，擔任中國鄉村發展基金会會520中國學生營養日活動愛心倡導者。
- 2023年8月，通過中國鄉村發展基金會對於受颱風杜蘇芮所影響到的京津冀等地，捐贈米油包和人道救援應急保障箱。
- 2023年10月，於國際熊貓日擔任世界自然基金會明星自願者，關愛瀕危野生物種，關注全球生物多樣性保護。
- 2023年12月，通過中國社會福利基金會開展災區甘肅省積石山縣資助工作，計畫向受災群眾資助保暖内衣、女性用品、保暖棉襪、電熱毯等所需物資，希望幫助災區群眾平穩度過安置階段，為助力災區家園恢復獻上自己的一份愛心。[1]